# Villoslada de Cameros
Villoslada de Cameros es un municipio y localidad española de la comunidad autónoma de La Rioja. El término municipal, ubicado en la comarca de Cameros, tiene una población de 348 habitantes (INE 2024).

## Geografía
Está integrado en la comarca de Cameros, concretamente en la subcomarca de Camero Nuevo, situándose a 50 km de Logroño por la carretera N-111, que atraviesa el término municipal en el kilómetro 286.
El extenso término municipal ocupa buena parte de la cara norte de la Sierra Cebollera, que incluye el parque natural del mismo nombre. El río Iregua, que nace en el territorio, forma un profundo valle en su descenso de sur a norte, recibiendo el aporte de los numerosos arroyos de la zona y del río Mayor. Por el oeste, las sierras de Frihuela y Castejón, integradas en el Sistema Ibérico, hacen de límite, junto con la Sierra Cebollera al sur, con la provincia de Soria. En Villoslada hay un centro de interpretación del parque natural de la Sierra de Cebollera.
El techo del municipio es una enorme planicie llamada La Mesa (2168 m) que comparte con Lumbreras de Cameros. El segundo punto más elevado, que da nombre a la sierra, es el pico Cebollera (2141 m), compartido con los municipios de El Royo y Sotillo del Rincón. El núcleo urbano se alza a 1072 m sobre el nivel del mar. 
| Noroeste: Brieva de Cameros          | Norte: Ortigosa de Cameros y Villanueva de Cameros | Noreste: Villanueva de Cameros      |
| Oeste: Montenegro de Cameros (Soria) |                                                    | Este: Lumbreras de Cameros          |
| Suroeste: Vinuesa (Soria)            | Sur: El Royo (Soria)                               | Sureste: Sotillo del Rincón (Soria) |

## Historia
Su primera aparición en un documento se produce en el año 1366, con el nombre de Villaoslada, siendo una de las villas que Enrique II de Trastámara entrega a Pedro Manrique como compensación por desertar de la causa de Pedro I el Cruel. Posteriormente perteneció a los duques de Nájera, hasta la abolición de los señoríos en 1811.
En un punto situado entre los años 1790 y 1801, Villoslada de Cameros  se integra junto con otros municipios riojanos en la Real Sociedad Económica de La Rioja, la cual era una de las sociedades de amigos del país fundadas en el siglo XVIII conforme a los ideales de la ilustración.
A mediados del siglo XIX Villoslada contaba con 1419 habitantes y 40 telares, fabricantes de paños reales. Como dato curioso decir que los mozos de la localidad estaban exentos de ir a milicias para trabajar en estas fábricas.
Hasta la reforma de la nomenclatura municipal de 1916 el municipio se llamaba simplemente Villoslada. En dicha fecha su nombre fue modificado por el de Villoslada de Cameros.
La localidad se hermanó con Villoslada de la Trinidad, de la provincia de Segovia.

## Demografía
Cuenta con una población de 348 habitantes (INE 2024).
| Gráfica de evolución demográfica de Villoslada de Cameros entre 1842 y 2021 |
| |
| Población de derecho según los censos de población del INE Población de hecho según los censos de población del INEEn estos censos se denominaba Villoslada: 1842, 1857, 1860, 1877, 1887, 1897, 1900 y 1910 |

## Administración
| Periodo   | Nombre                                             | Partido |
| --------- | -------------------------------------------------- | ------- |
| 1979-1983 | Siro Ceniceros Vallejo                             | CD      |
| 1983-1987 | Siro Ceniceros Vallejo                             | AP      |
| 1987-1991 | José Julián Sáenz García                           | PDP     |
| 1991-1995 | Siro Ceniceros Vallejo                             | PP      |
| 1995-1999 | Siro Ceniceros Vallejo                             | PP      |
| 1999-2003 | José Julián Sáenz García                           | PP      |
| 2003-2007 | José Julián Sáenz García                           | PP      |
| 2007-2011 | José Julián Sáenz García                           | PP      |
| 2011-2015 | Miguel Ángel García Alcolea                        | PP      |
| 2015-2019 | José Ignacio Ceniceros/Julio Ignacio Elías Sánchez | PP      |
| 2019-2023 | Julio Ignacio Elías Sánchez                        | PP      |

## Economía

### Evolución de la deuda viva
El concepto de deuda viva contempla sólo las deudas con cajas y bancos relativas a créditos financieros, valores de renta fija y préstamos o créditos transferidos a terceros, excluyéndose, por tanto, la deuda comercial.
| Gráfica de evolución de la deuda viva del ayuntamiento entre 2008 y 2014                             |
| |
| Deuda viva del ayuntamiento en miles de Euros según datos del Ministerio de Hacienda y Ad. Públicas. |

La deuda viva municipal por habitante en 2014 ascendía a 148,69 €.

## Patrimonio

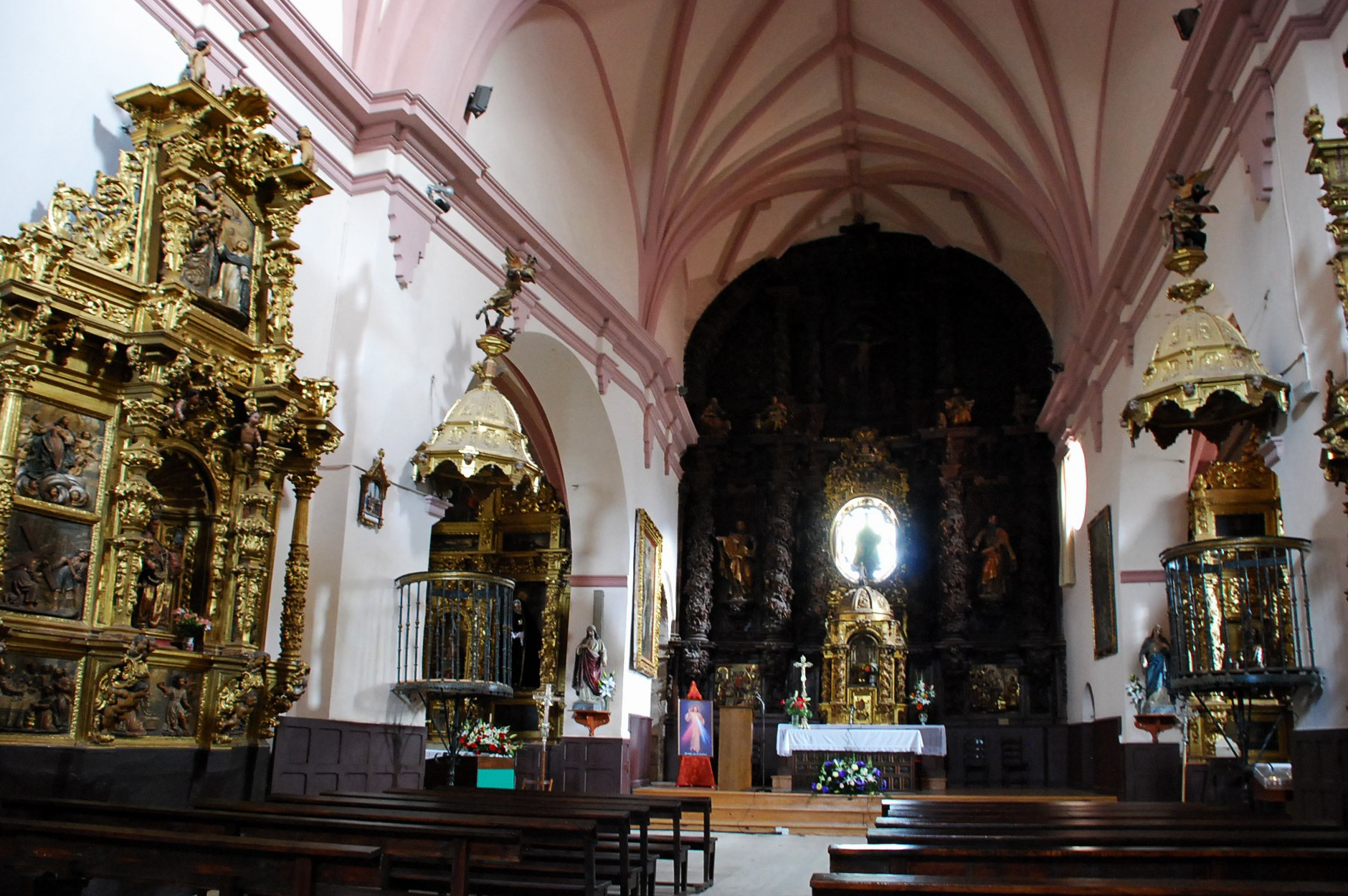
Interior de la iglesia parroquial de Nuestra Señora del Sagrario

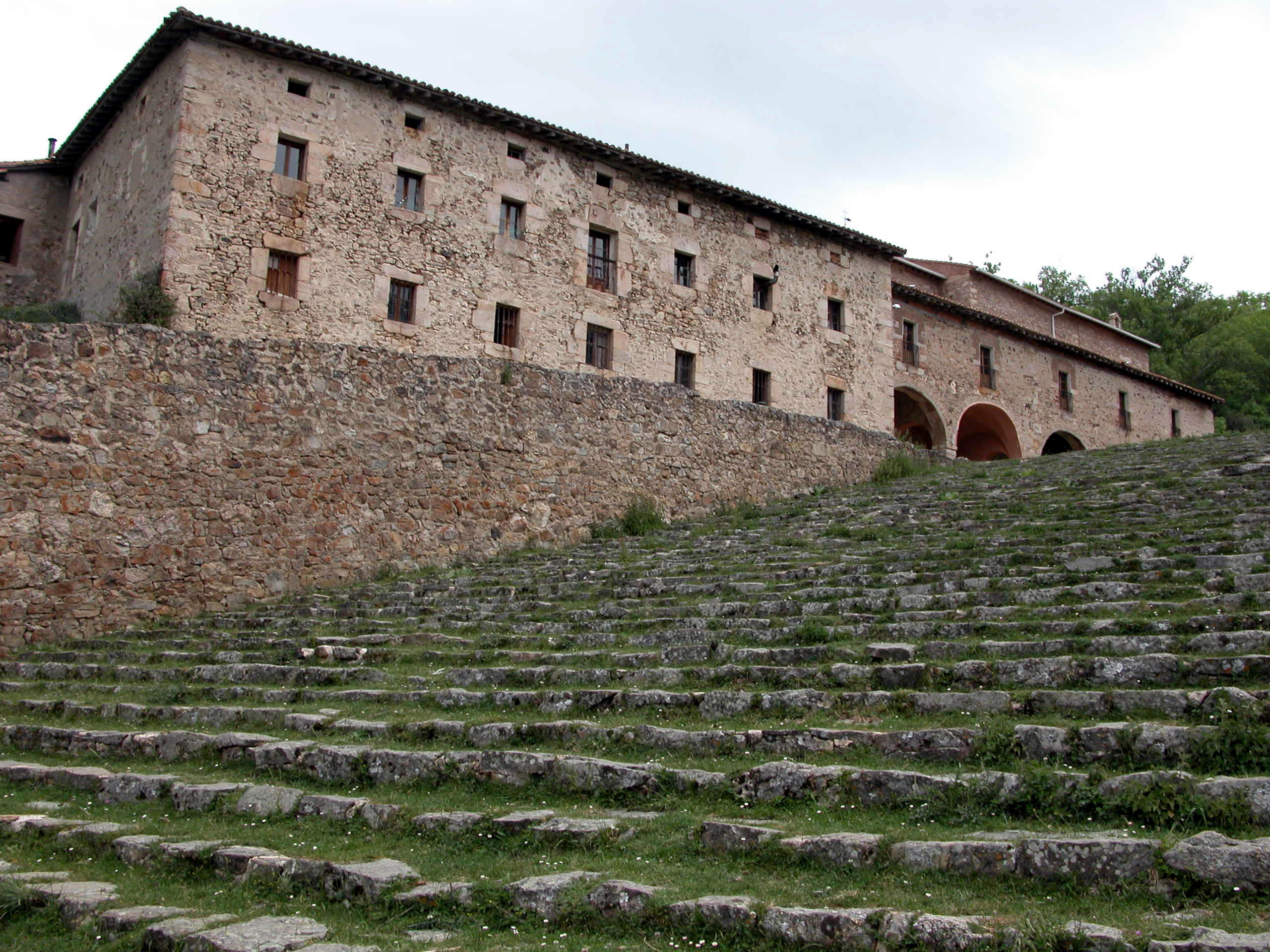
Ermita de la Virgen de Lomos de Orio

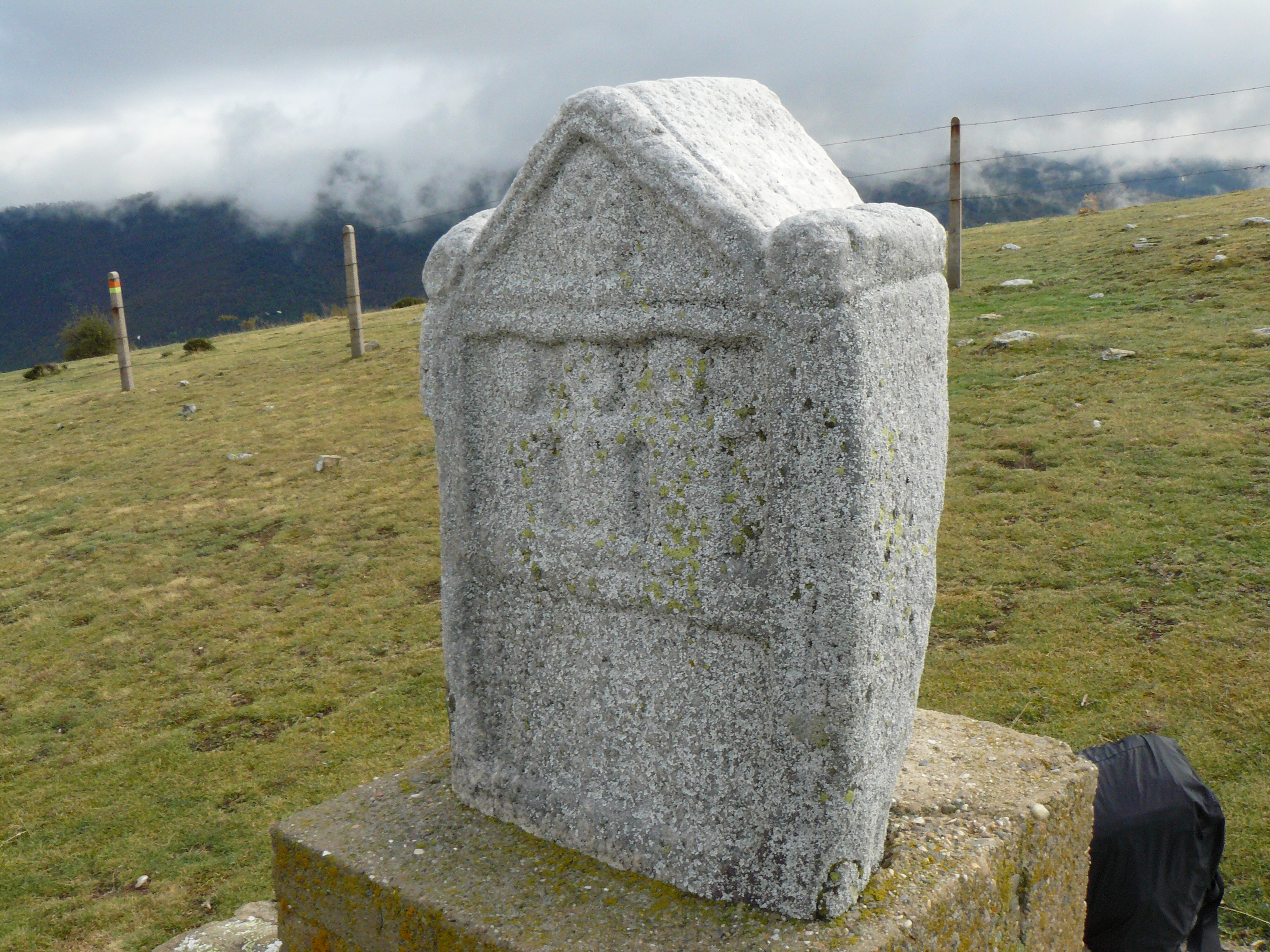
Estela romana del cerro Mojón Alto

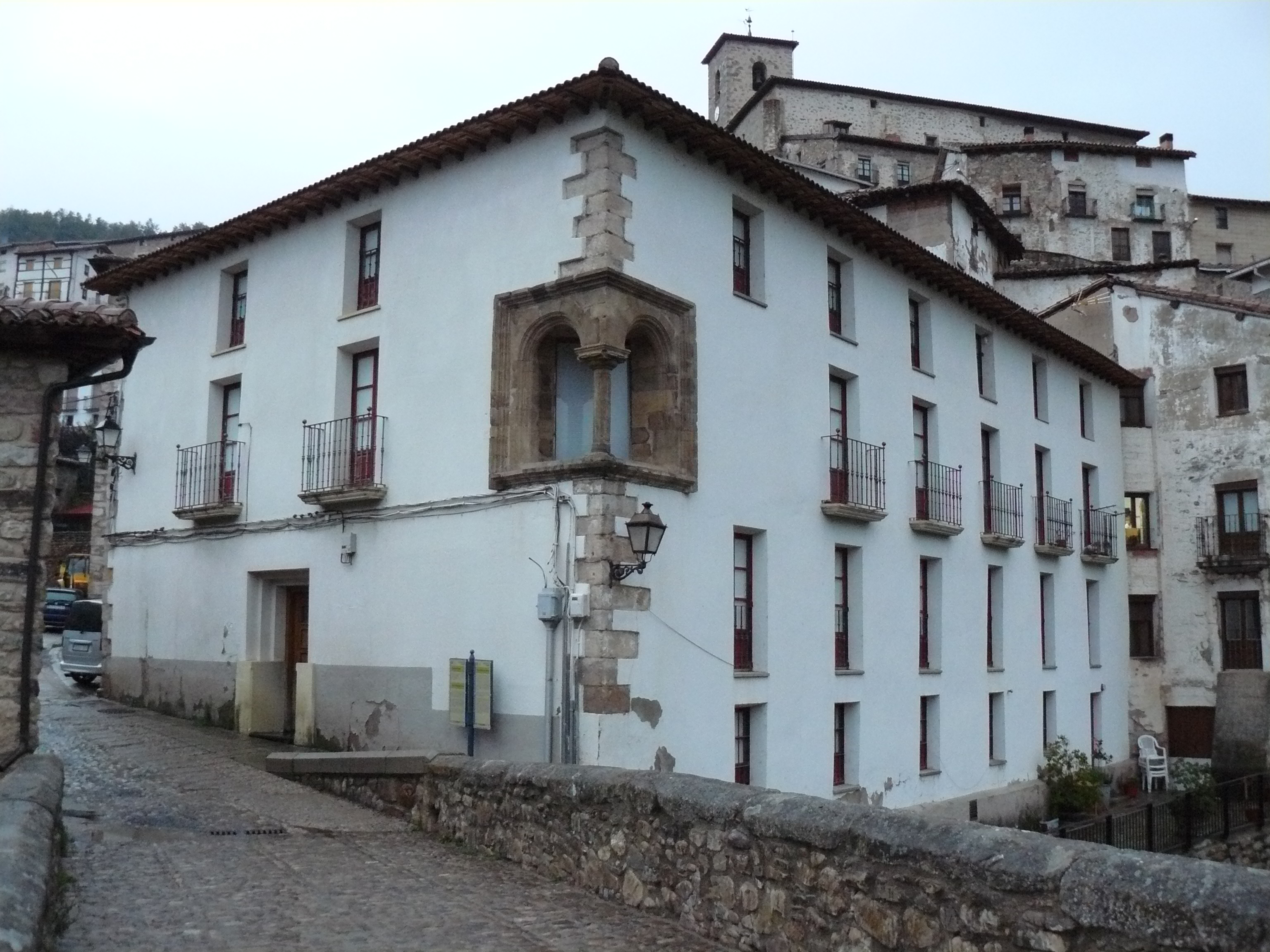
Ayuntamiento de Villoslada de Cameros

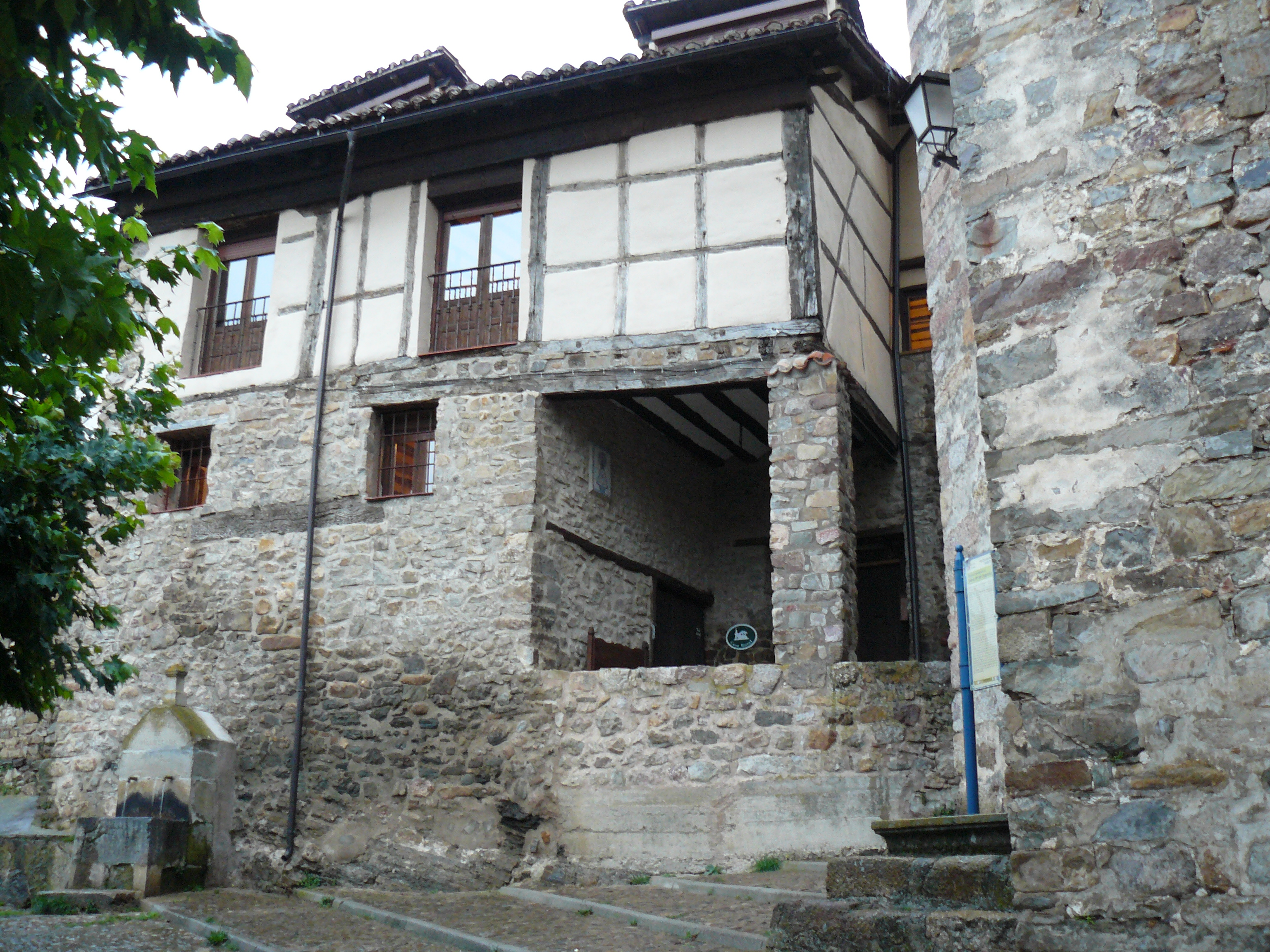
Edificaciones tradicionales

- Iglesia parroquial de Nuestra Señora del Sagrario. Situada en lo alto del pueblo. Construida en el siglo XVI, destaca por su retablo de estilo barroco.
- Ermita de Lomos de Orios. Situada a 9 km de la localidad, fue construida en mampostería en el siglo XVIII. El primer domingo de julio se celebra una romería, denominada de la Caridad Grande, en la cual se reparte pan y carne de cordera. Más de 10 000 personas se dan cita cada año.
- Estela romana del cerro Mojón Alto. Lápida funeraria romana con inscripciones mixtas celtibéricas y romanas del siglo II-III ubicada en un podio a dos kilómetros de la localidad en el cerro de Mojón Alto.
- Entramado urbano arquitectónico. De singular interés resultan sus edificaciones, destacando algunos ejemplos del siglo XVI de arquitectura popular y grandes casonas ganaderas señoriales, algunas con escudo, especialmente aquellas alzadas durante el siglo XVIII, la centuria dorada de Villoslada. Cabe destacar el actual Ayuntamiento de comienzos del siglo XVII, bellamente restaurado, que fuera mandado construir por la familia Moreno-Montenegro, el actual Hostal Hoyos de Iregua de comienzos del siglo XVIII, los dos caserones que pertenecieron a la familia García del Valle y un buen número de viviendas menores aunque de gran contundencia también levantadas entre los siglos XVII y XVIII. Merecen observarse las "casas de los chilenos" erigidas durante la primera mitad del siglo XX por emigrantes prósperos como casas descanso para sus vacaciones. Se encuentran en una primera línea frente al río.
- Real Fábrica de telas. Situada en el acceso a la localidad en el lugar conocido comúnmente como el boquete. Es una monumental edificación construida a comienzos del siglo XVII que en sus buenos tiempos tenía más de 2000 m² dedicados al lavado de lanas y a la confección de finas telas de lana merina contando con 32 telares a mediados del siglo XVIII. Es un caso único en la Sierra por su antigüedad y tamaño y hoy es claramente un ejemplo de arqueología industrial que requiere una urgente restauración.

## Literatura
Villoslada de Cameros. Pueblo de hidalgos, trashumantes y emigrantes.
Autor: Juan Antonio García-Cuerdas y Sánchez-Lollano.
Editado por el Instituto de Estudios Riojanos, Logroño, 2006.